# パトリック・ストーゾダ
パトリック・ストーゾダ（仏: Patrick Strzoda, 1952年1月25日 - ）は、フランスの政治家、公務員。エリゼ宮殿の首席補佐官であり、マクロン大統領の特使として共同公駐在代理官を務めている。
1952年、オー＝ラン県タン (フランス)で誕生。フランシュ・コンテ大学で英語の学位を取得後、ストラスブール大学では法律の学位を取得している。1983年、フランス国立行政学院を卒業。
1985年から1987年までドルドーニュ県政治顧問、1987年から1989年までサン＝ジャン＝ド＝モーリエンヌ副市長、1989年から3年間、1992年アルベールビルオリンピック組織委員会事務総長、1997年から2002年までローヌ＝アルプ地域圏の地域問題担当事務総長、2002年から2004年までオート＝アルプ県地域問題担当事務総長を務めた。2011年から2013年までコルス＝デュ＝シュド県知事、2013年6月から2016年5月までブルターニュ知事を務めた。2016年5月4日から2017年4月27日まで、ベルナール・カズヌーヴ首相の首席補佐官に任じられる。2017年4月から5月までイル＝ド＝フランス地域圏知事代行であった同年5月14日には首席補佐官に就任と同時にアンドラ共同公駐在代理官に任命される。
2018年にはマクロン大統領の政治顧問アレクサンドル・ベナラが起こしたべナラ汚職事件の関係者として証人喚問され、元老院から虚偽の証言の疑いで起訴された。
2024年1月5日、首席補佐官を退任。